# Under falsk flagg
Pour plus de détails, voir Fiche technique et Distribution.
Under falsk flagg est un film suédois réalisé par Gustaf Molander, sorti en 1935.
Il s'agit d'un remake du film allemand Un homme de coeur (Ein Mann mit Herz) de Géza von Bolváry.

## Fiche technique
- Titre : Under falsk flagg
- Réalisation : Gustaf Molander
- Scénario : Gösta Stevens et Sölve Cederstrand (en) d'après Hans H. Zerlett
- Photographie : Elner Åkesson (en)
- Musique : Jules Sylvain (en)
- Pays d'origine : Suède
- Format : Noir et blanc - 1,37:1 - Mono
- Genre : comédie
- Durée : 89 minutes
- Date de sortie : 1935

## Distribution
- Ernst Eklund : Karl Hammar
- Tutta Rolf : Margot Hammar / Margot Hammarström
- Allan Bohlin (en) : Bertil Lagergren
- Nils Ericson (en) : Harry Jonsson
- Karin Kavli (en) : Britta Lundgren
- Anna Lindahl (en) : Maud Billing
- Carin Swensson (en) : Gunvor Berg
- Erik Berglund (en) : Brink
- Richard Lund : Staff manager
- Constance Gibson : Mme Johansson
- Eric Gustafson (en) : Lundblom
- Wiktor Andersson (en) : Andersson
- Bellan Roos (en) : Infirmière
- Erik Rosén (en) : Comte Gylling